# Abdoulrazak Issoufou Alfaga
Pour les articles homonymes, voir Issoufou.
Abdoulrazak Issoufou Alfaga, né le 26 décembre 1994 à Niamey, est un taekwondoïste nigérien.

## Jeunesse
Il a commencé le taekwondo dès l’âge de six ans. Sa pratique est interrompue par la volonté de sa famille mais il y revient alors qu’il vit à l’étranger. De retour au Niger en 2005, il s’entraîne à Niamey et est sacré champion national à plusieurs reprises.

## Carrière
Il a obtenu une médaille d'argent aux Championnats d'Afrique de taekwondo 2014. L’année suivante, il a remporté l’US Open puis la médaille d’or aux jeux africains. En 2016, il a gagné l’Open d’Égypte et l’Open de Belgique,.
Il s’est qualifié pour les Jeux olympiques de 2016 à Rio de Janeiro dans la catégorie des plus de 80 kg en arrivant deuxième du tournoi africain de qualification (en) à Agadir. C’est le premier nigérien à participer aux épreuves de taekwondo aux Jeux olympiques. Après avoir vaincu le français M'Bar N'Diaye (6-0), il bat le brésilien Maicon Siqueira (6-1), puis l’ouzbek Dmitriy Shokin (en) (8-2) avant d’être défait en finale par l’azéri Radik Isaev.
Il remporte ainsi une médaille d'argent, la deuxième médaille olympique du Niger après le bronze obtenu par le boxeur Issaka Dabore aux jeux olympiques de 1972. Il est le porte-drapeau du Niger lors des cérémonies d'ouverture et de clôture de ces Jeux,.
Il est sacré champion du monde des plus de 87 kg le 29 juin 2017, et est médaillé de bronze des plus de 87 kg aux Championnats d'Afrique de taekwondo 2018.
Il est médaillé d'or des plus de 87 kg aux Jeux africains de 2019 et aux Championnats d'Afrique de taekwondo 2021.
Il est nommé porte-drapeau de la délégation nigérienne aux Jeux olympiques d'été de 2020 à Tokyo avec la nageuse Roukaya Moussa Mahamane.
En novembre 2021, il contracte une blessure qui l'éloigne du tatami. Après des soins appropriés à Cuba, Alfaga signe son retour à l'Open de Colombie (Sogamoso) le 18 octobre 2022 et décroche l'or,. Il décroche une nouvelle fois la médaille d'or le 5 novembre 2022 à l’Open de Lima au Pérou..
Abdoul Razak Issoufou Alfaga est éliminé en huitièmes de finale par l'Américain Jonathan Healy aux Championnats du monde de taekwondo 2022 au Mexique.
En mars 2023, il décroche sa première médaille de l'année à l'US Open de Las Vegas. Un mois plus tard, il décroche la médaille d'argent à l’Open d'Espagne. Le 3 août, l'athlète remporte la Médaille d'or à l’Open de Kinwonyong G1 Taekwondo à Muju en Corée du Sud. Le 11 août, il obtient à Chuncheon en Corée du Sud, la médaille d'argent à l'issue du Korea Open international de Taekwondo G2.
Il remporte la médaille d'or dans la catégorie des plus de 87 kg aux Jeux africains de 2023 à Accra.
Il est nommé porte-drapeau de la délégation du Niger aux Jeux olympiques d'été de 2024 à Paris aux côtés de l'athlète Samira Awali Boubacar.

## Distinctions
Il est élevé au rang d'officier de l'ordre du Mérite du Niger en 2016.

### Note
1. ↑  Tous ces résultats ont été obtenus dans la catégorie des plus de 87 kg